# Tarrafal de Monte Trigo
Tarrafal de Monte Trigo (crioll capverdià Tarrafal d Mont Trig) és una vila al nord-oest de l'illa de Santo Antão a l'arxipèlag de Cap Verd. Està situada a la costa, a 27 kilòmetres al sud-oest de Porto Novo.